# Suncus madagascariensis
Suncus madagascariensis е вид бозайник от семейство Земеровкови (Soricidae).

## Разпространение
Видът е разпространен в Коморски острови и Мадагаскар.